# Iszkra–2
Az Iszkra–2 (oroszul: Искра–2) 1982-ben pályára állított szovjet kísérleti rádióamatőr műhold.

## Jellemzői
A Moszkvai Repülési Főiskola (MAI) hallgatói által kifejlesztett, a rádióamatőr tevékenységet kiszolgáló, kis méretű, mindössze 28 kg tömegű távközlési műhold. Energiaellátását napelemek biztosították.
Az 1982. április 19-én a Bajkonuri űrrepülőtérről indított Szaljut–7 fedélzetén állt pályára, majd az űrállomás zsilipkamrájából önálló pályára állították. Az alacsony Föld körüli pályára állított műhold keringési ideje 91,34 perc, a pályasík inklinációja 51,59° volt. Az elliptikus pálya perigeuma 336 km, apogeuma 345 km volt.
1982. július 9-én, 80 nap keringés után belépett a légkörbe és megsemmisült.